# Jyllands-Posten
Morgenavisen Jyllands-Posten (ofte blot omtalt Jyllands-Posten og forkortet JP) er et dansk dagblad, der blev grundlagt i 1871. Avisen har siden 1980'erne været en af Danmarks tre store morgenaviser; de andre er Berlingske og Politiken. Avisen er politisk uafhængig, men liberal i sin grundholdning ifølge Jyllands-Postens Fond. Modsat sine konkurrenter har JP hovedsæde i Aarhus, men har dog også en betydelig redaktion i København. Siden januar 2024 har Marchen Neel Gjertsen været avisens ansvarshavende chefredaktør.
JP's slogan har gennem mange år været "Danmarks internationale avis", hvilket blev understreget så sent som i 2023, da avisen søgte ny ansvarshavende chefredaktør. I udlandet er avisen mest kendt for offentliggørelsen af Muhammed-tegningerne.

## Historie
Helt fra etableringen har Jyllands-Posten anskuet Danmark set fra provinsen. Avisen har altid været kritisk overfor københavneri inden for både politik og kultur, og har haft skarpe holdninger på lederplads, men har aldrig været tilknyttet noget politisk parti. 
Fra 1930'erne var avisen det største blad i provinsen. I 1938 erklæredes avisen uafhængig borgerlig. Med tiden nedtonede avisen sit fokus jyske interesser efterhånden som den ville være landsdækkende. Fra sidst i 1960'erne indledte avisen en salgsmæssig offensiv i hovedstadsområdet, ligesom der blev oprettet en stribe regionale redaktioner. Oplaget voksede kraftigt.
For at sikre avisens uafhængige position oprettedes i 1971 den erhvervsdrivende fond Jyllands-Postens Fond, der blandt andet udpeger chefredaktører. Op gennem 1980'erne stiger oplaget yderligere efter at avisen også kastede sig over kultur- og livsstilsstof. Læserne kom både fra andre landsdækkende morgenaviser og provinsaviserne. JP's primære konkurrenter Politiken og Berlingske måtte i begyndelsen af 1990'erne se sig slået på oplagstal af Jyllands-Posten, der også i 1995-1996 overhalede formiddagsbladene B.T. og Ekstra Bladet. I 1995 lancerede JP sin netavis,, der sammen med øget konkurrence, gratisaviser og ændrede medievaner har presset oplagstallet i nedadgående retning. 
Den 1. januar 2003 indgik koncernen bag Jyllands-Posten et selskabsmæssigt, men ikke redaktionelt samarbejde med Politiken med etableringen af JP/Politikens Hus. Samtidig afløste Carsten Juste den mangeårige chefredaktør og administrerende direktør Jørgen Ejbøl. I 2016 overtog Jacob Nybroe chefredaktørstolen.
Jyllands-Posten er siden august 2008 udkommet i tabloidformat. Overgangen fra broadsheet begyndte allerede januar 2006, da avisen udskiftede sin 2. sektion med et dagligt såkaldt avismagasin, der med otte forskellige emner fokuserede på forbrugsstof, udlandsstof, kultur (både Guide og Kulturweekend), biler, sport, rejser og bolig. Om søndagen havde avisen to sådanne magasiner.

## Lokale satsninger
JP Aarhus er navnet på Jyllands-Postens Aarhus-sektion, der udkommer med avisen i det meste af Østjylland. Frem til marts 2013 udkom desuden gratisavisen 24timer i Aarhus under navnet 24timer Aarhus+ med stof fra både JP Aarhus og 24timer.
JP København var en særlig sektion, som avisens københavnske læsere havde mulighed for at læse i løbet af ni år. Men pga. for få annoncer stoppede JP København i 2006.
Jyllands-Posten lancerede i 2021 under navnet JP Lokal fire lokale digitale medier i byerne Randers, Vejle, Viborg og Horsens. Satsningen levede dog ikke op til forventningen, og medierne blev derfor lukket i sommeren 2023. 16 redaktionelle medarbejdere blev afskediget.

## Kontroverser

### Historiske sympatier

#### Støtte til fascismen
Historisk er avisen kendt for at indtage en klar højrekonservativ linje. I 1920'erne og 30'erne vakte avisen opsigt med sin udtalte sympati for fascismen og forståelse for det tyske nazi-diktatur. Da Benito Mussolini i 1922 blev leder af en fascistisk koalitionsregering i Italien, skrev avisen: "Den meget stærke mand, som Mussolini ubetinget er, er netop, hvad det misregerede italienske folk trænger til" .
I Jyllands-Postens egen udlægning af sin historie er disse citater ikke medtaget, og avisen betoner i stedet sin indsats i kampen mod kommunismen. Under afsnittet om avisens historie fra 1918 til 1939 skriver Jyllands-Posten selv: "JP vendte sig i denne periode kraftigt mod Sovjetunionen og verdenskommunismen, men holdt samtidig afstand til Tyskland, især ved sit krav om forstærket dansk forsvar og sin bestandige støtte til danskheden i Sydslesvig. I 1939 gik JP i modsætning til de førende københavnske aviser mod regeringen, da den underskrev en dansk-tysk ikke-angrebspagt." 
Yderligere skrives om Kaj Munk, der tidligere havde rost Hitler og Mussolini: "En anden nyskabelse var en daglig kronik skrevet af folk uden for avisen – en flittig kronikør var præsten og forfatteren Kaj Munk. Men da Munk i 1938 i et »åbent brev« til den italienske diktator Benito Mussolini kritiserede jødeforfølgelserne i Tyskland, kom brevet på forsiden, ledsaget af et portræt af Munk."
Efter tyskernes besættelse af Danmark blev avisen mere kritisk. Jyllands-Posten var som de andre danske aviser underlagt tysk censur; det besværliggjorde officiel kritik. Flere af avisens medarbejdere blev involveret i modstandskampen, og avisens telefonlinje blev ofte brugt til at kommunikere med Frihedsrådet..

#### Antisemitisme
Den 15. november 1938, blot få dage efter krystalnatten, da nazisterne i Tyskland ødelagde mere end 1.000 synagoger, flere tusinde jødiske forretninger og hjem og fordrev omkring 30.000 jødiske mænd til koncentrationslejre, bragte Jyllands-Posten en leder, der kan tolkes som udtryk for sympati for aktionen og for det nazistiske syn på jøderne. Avisen skrev blandt andet: "Naar man har fulgt Jødespørgsmaalet i Europa i Aartier, kan man til en vis Grad forstaa Tyskernes Animositet overfor Jøderne, ogsaa hvis man ser bort fra de Raceteorier, der betyder saa meget i den nationalsocialistiske Verdensopfattelse [...] Vi ved, at Titusinder af Jøder fordømmer de jødiske Forretningshajer, de jødiske Pornografispekulanter og de jødiske Terrorister. Men alligevel kan det ikke benægtes, at de Erfaringer, som Tyskerne – som mange andre Fastlands-Folk – har gjort med Hensyn til Jøderne, danner en vis Basis for deres Følelser. (...) Man kan indrømme Tyskland, at det har Ret til at skille sig af med sine Jøder. Men tilgengæld kan man stille det Krav, at det sker paa anstændig Vis" 

#### Apartheid
Også Jyllands-Postens holdning til apartheid-styret i Sydafrika er omdiskuteret. Gerhardt Eriksen skriver i bogen Hvis De vil vide mere, der udkom i forbindelse med avisens 125 års-jubilæum i 1996, at "som før fulgte bladet den udenrigske udvikling i Østeuropa, i Frankrig og i Sydafrika – alle steder med kritik over for de stedlige magthavere". I en artikel af journalisten Ulrik Dahlin i Dagbladet Information, der har gennemgået Jyllands-Postens behandling af apartheid i perioden 1960-1977, hævdes det, at avisen sjældent omtalte begivenhederne i Sydafrika, og hvis den endelig gjorde, var der højst i form af notitser, som ikke var kritiske . I forbindelse med apartheidstyrets vedtagelse af anti-sabotageloven i 1962 og Nelson Mandelas livstidsdom i juni 1964 som følge af samme lov bragte avisen ikke en eneste reportage. Heller ikke FN's vedtagelse af resolution nr. 1761 i november 1962, som fordømte apartheidstyret, blev omtalt i avisen. Det samme mønster sås ved de følgende fordømmende resolutioner vedtaget af FN i 1960'erne og op til 1977 med resolution nr. 418. 
Den 24. marts 1960, tre dage efter massakren i Sharpeville 21. marts, med 69 døde demonstranter, bragte Jyllands-Posten en leder, der kommenterede situationen i landet. Lederen fordømte den sydafrikanske regering for unødvendig brutal anvendelse af magt, og fortsatte med at forklare regimets handlinger: "Her må det ikke glemmes, at netop Sydafrika har sine særlige problemer, som er af en hel anden art end dem, man f.eks. kender i Amerika. Den farvede befolkning i Sydafrika er højst uensartet. En del af den, men dog ikke nogen større procent, er – eller var før apartheid-politikkens indvarsling – nået op i et niveau, der kan sammenlignes med de amerikanske negres. Men det store flertal står på et lavt civilisatorisk stade, idet de inden for det sidste slægtled er indvandret fra steppe og jungle til arbejdsmulighederne i byerne. Man kan ikke uden videre bebrejde de hvide sydafrikanere, at de er betænkelige ved at lægge deres egen og deres lands skæbne i hænderne på et flertal af den art."

### De 12 Muhammed-tegninger
Da Jyllands-Posten 30. september 2005 bragte 12 tegninger af profeten Muhammed, blev avisen midtpunkt for en international debat om ytringsfrihed. Konflikten skyldes, at danske muslimer fandt tegningerne, herunder især Kurt Vestergaards tegning af profeten med en bombe i turbanen, stærkt krænkende. 
To tegnere modtog dødstrusler og måtte gå under jorden. Ydermere protesterede ambassadørerne fra Tyrkiet, Saudi-Arabien, Iran, Pakistan, Egypten, Indonesien, Algeriet, Bosnien-Hercegovina og Libyen sammen med den marokkanske chargé d'affaires og lederen af den palæstinensiske delegation mod Danmark, Jyllands-Posten og den danske regering. I Kashmir lukkede butikker og virksomheder som led i protesten.
Den 26. januar kaldte Saudi-Arabien sin ambassadør hjem fra Danmark, og en massiv boykot mod danske varer begyndte i Saudi-Arabien og gik eksempelvis ud over dansk/svenske mejerikoncern Arla. Statsminister Anders Fogh Rasmussen (V) havde forinden afvist et møde med 12 ambassadører fra Mellemøsten med henvisning til, at han intet kunne stille op over for medierne, da Danmark har vide rammer for ytrings- og pressefrihed. Først da danske virksomheder, herunder Arla, mærkede effekten af boykotten, indvilligede Anders Fogh Rasmussen i at stille op op til et interview med tv-kanalen Al Arabiya. Et interview, han senere fortrød.
I december 2010 forsøgte fire militante islamister at komme ind på Jyllands-Postens redaktion på Rådhuspladsen, og "dræbe så mange som muligt", det skete dog ikke, da Politiets Efterretningstjeneste og svenske Säkerhetspolisen i flere måneder havde overvåget og efterforsket gruppen.

### Det kinesiske coronaflag
Den 27. januar 2020 bragte avisen en tegning af Niels Bo Bojesen, der viser Kinas flag, hvor de fem gule stjerner er ændret til symboler for coronavirussen.

## Chefredaktører
JP's ansvarshavende chefredaktører:
- 1871 - 1877: Julius Jens Emil Hoffmeyer[26]
- 1877 - 1895: Chr. Nielsen[27]
- 1895 - 1927: Søren Wittrup Nielsen[28]
- 1925 - 1956: Hans Hansen[29]
- 1956 - 1960: Lasse Egebjerg[30]
- 1960 - 1972: Gunnar Henriksen[30]
- 1972 – 1974: Ole Bernt Henriksen[31]
- 1976 – 1984: Laust Jensen[32]
- 1985 – 1990: Asger Nørgaard Larsen[33]
- 1992: Jørgen Schleimann[34]
- 1993 – 2003: Jørgen Ejbøl[35]
- 2003 – 2008: Carsten Juste[36]
- 2008 – 2016: Jørn Mikkelsen[37]
- 2016 – 2023: Jacob Nybroe[38]
- 2024-: Marchen Neel Gjertsen[39]

## Læsertal

### Udvalgte år siden 2010
Det gennemsnitlige oplagstal var i 2012 på 97.481. I 2014 havde Jyllands-Posten 259.000 læsere.
Jyllands-Postens læsertal i 2017 var 200.000, mens Jyllands-Posten i 2018 havde 172.000 læsere.
Ifølge Gallup havde Jyllands-Posten 352.000 ugentlige læsere i 2020, hvilket er ca. 50.000 færre ugentlige læsere end i 2019 og 2018.